# Disabilità

Simbolo internazionale di accessibilità

Bandiera della disabilità rappresenta i diritti delle persone con disabilità.

La disabilità è la condizione di chi, in seguito a una o più menomazioni strutturali o funzionali, ha una ridotta capacità d'interazione con l'ambiente sociale rispetto a ciò che è considerata la norma, pertanto è meno autonomo nello svolgere le attività quotidiane e spesso in condizioni di svantaggio nel partecipare alla vita sociale.

## Significato
Il mondo della disabilità ha vissuto profonde trasformazioni in epoca contemporanea grazie allo sviluppo di un'area di ricerca che trae origine dall'attivismo di persone con disabilità. Tale area di studio si diffonde inizialmente nei paesi di cultura anglosassone per poi espandersi in Europa Settentrionale e, a partire dagli anni settanta del XX secolo, hanno preso corpo numerose azioni di rinnovamento dei servizi e degli interventi a favore della persona con disabilità. Il cosiddetto processo d'inserimento dei portatori di handicap, oggetto delle politiche sociali di quegli anni, è andato via via affinandosi, sino a diventare un processo d'integrazione.
Tale processo si presenta come un orizzonte di ricerca al suo interno molto differenziato, ma che appartiene a una teoria unificante che condivide una trama comune che comprende: approccio critico al linguaggio normativo e sociale del deficit, confronto critico con il modello medico che vede la disabilità come elemento individuale basato sul legame accidentale tra menomazione e l'essere disabile, l'esame delle pratiche sociali ed istituzionali che causano l'esclusione e il raggiungimento dell'emancipazione e dell'autodeterminazione nella prospettiva dei diritti. Inoltre, tra i termini inclusione sociale e integrazione sociale vi è una distinzione:
- L'inclusione sociale è la situazione in cui, in riferimento a una serie di aspetti che permettono agli individui di vivere secondo i propri valori, le proprie scelte, è possibile migliorare le proprie condizioni e rendere le differenze tra le persone e i gruppi socialmente accettabili.
- L'integrazione sociale è, invece, qualcosa di più profondo, come l'inserimento delle diverse identità in un unico contesto all'interno del quale non sia presente alcuna discriminazione. L'integrazione è intesa come il processo attraverso il quale il sistema acquista e soprattutto conserva un'unità strutturale e funzionale, mantenendo un equilibrio attraverso processi di cooperazione sociale e di coordinamento tra i ruoli e le istituzioni.

Quello di disabilità non è un concetto universale, ma molto spesso la sua definizione è legata al ricercatore e/o al tipo di ricerca che si sta effettuando. Un tentativo di schematizzare gli orizzonti dello studio sulla disabilità è stato offerto dallo studioso David Pfeiffer, che individua nove interpretazioni del paradigma della disabilità:
- La versione socio-costruttivista americana: Goffman parla di categorie che nelle interazioni sociali vengono avvilite, viene proiettato su di esse uno stigma che costruisce l'identità delle persone con disabilità.
- Il modello sociale inglese: presenta una prospettiva di classe sulla disabilità.
- La versione del deficit o impairment: differenza legata all'abilismo.
- La versione della continuità: ciascuno può essere disabile secondo l'idea di continuità tra disabilità e non disabilità.
- La versione della varietà umana: le persone con disabilità soffrono di discriminazione perché la loro comunità è molto differenziata.
- Disabilità come discriminazione: una persona si sente disabile solo quando si confronta con la discriminazione.

Non esiste a livello internazionale un'univoca definizione del termine, anche se il concetto di disabilità è stato dibattuto in occasione della Convenzione ONU per i diritti delle persone con disabilità, redigendo un documento finale approvato dall'Assemblea generale il 25 agosto 2006.
Il Decreto Legislativo 62 del 3 maggio 2024 ha introdotto in Italia una nuova terminologia ufficiale per parlare dei concetti di disabilità e persona disabile. Lo ha fatto modificando gli articoli 3 e 4 della Legge 104 del 1992.
In base all'articolo 3 della Legge 104/92: "È persona con disabilità chi presenta durature compromissioni fisiche, mentali, intellettive o sensoriali che, in interazione con barriere di diversa natura, possono ostacolare la piena ed effettiva partecipazione nei diversi contesti di vita su base di uguaglianza con gli altri, accertate all'esito della valutazione di base".
Di conseguenza, la condizione di disabilità è "una duratura compromissione fisica, mentale, intellettiva, del neurosviluppo o sensoriale che, in interazione con barriere di diversa natura, può ostacolare la piena ed effettiva partecipazione nei diversi contesti di vita su base di uguaglianza con gli altri".

### La classificazione ICIDH
La classificazione ICIDH (International Classification of Impairments Disabilities and Handicaps) del 1980 dell'Organizzazione mondiale della sanità (OMS) distingueva tra: 
- Menomazione[4] intesa come perdita o anormalità a carico di una struttura o una funzione psicologica, fisiologica o anatomica e rappresenta l'estensione di uno stato patologico. Se tale disfunzione è congenita si parla di minorazione;
- Disabilità, ovvero qualsiasi limitazione della capacità di agire, naturale conseguenza ad uno stato di minorazione/menomazione;
- Handicap, svantaggio sociale vissuto da una persona a seguito di disabilità o minorazione/menomazione.

Questo significa che mentre la disabilità viene intesa come lo svantaggio che la persona presenta a livello personale, l'handicap rappresenta lo svantaggio sociale della persona con disabilità. L'ICIDH prevede la sequenza: Menomazione→Disabilità→Handicap, che, tuttavia, non è automatica, in quanto l'handicap può essere diretta conseguenza di una menomazione, senza la mediazione dello stato di disabilità.
Le origini della parola handicap risalgono alla descrizione di svantaggio nelle corse dei cavalli, dove animali diversi erano caricati con pesi diversi per svantaggiarli.
Si parla di handicap per descrivere uno svantaggio fisico, senza tenere in considerazione la condizione che si crea, quando viene detta questa parola, che può manifestare nella persona con disabilità un senso di disagio e rabbia per la sua situazione.
Per descrivere la situazione di una persona con disabilità, molto spesso il linguaggio giornalistico o televisivo usa il termine "handicap", ma questo non è ben accetto dalle persone interessate perché la persona "ha" una disabilità, non "è" una disabilità o un handicap.
Tale classificazione negli anni ha mostrato una serie di limitazioni. 
- Non considera che la disabilità è un concetto dinamico, in quanto può anche essere solo temporanea.
- È difficile stabilire un livello oltre il quale una persona può considerarsi persona con disabilità.
- La sequenza può essere interrotta, nel senso che una persona può essere menomata senza avere disabilità.
- Nell'ICIDH si considerano solo i fattori patologici, mentre un ruolo determinante nella limitazione o facilitazione dell'autonomia del soggetto è giocato da quelli ambientali.

Negli anni 90, l'OMS ha commissionato a un gruppo di esperti di riformulare la classificazione tenendo conto di questi concetti. La nuova classificazione, detta ICF (International Classification of Functioning) o Classificazione dello stato di salute, definisce lo stato di salute delle persone piuttosto che le limitazioni, dichiarando che l'individuo "sano" si identifica come "individuo in stato di benessere psicofisico" ribaltando, di fatto la concezione di stato di salute. Introduce inoltre una classificazione dei fattori ambientali.

### Il nuovo standard ICF
Il concetto di disabilità cambia e secondo la nuova classificazione (approvata da quasi tutte le nazioni afferenti all'ONU) diventa un termine ombrello che identifica le difficoltà di funzionamento della persona sia a livello personale che nella partecipazione sociale.
In questa classificazione i fattori biomedici e patologici non sono gli unici presi in considerazione, ma si considera anche l'interazione sociale: l'approccio, così, diventa multiprospettico: biologico, personale, sociale. La stessa terminologia usata è indice di questo cambiamento di prospettiva, in quanto ai termini di menomazione, disabilità ed handicap (che attestavano un approccio essenzialmente medicalista) si sostituiscono i termini di Strutture Corporee, Attività e Partecipazione.
Di fatto lo standard diventa più complesso, in quanto si considerano anche i fattori sociali, e non più solo quelli organici.
| Funzioni corporee | Strutture corporee |
| --- | --- |
| 1. Funzioni mentali 2. Funzioni sensoriali e dolore 3. Funzioni della voce e dell'eloquio 4. Funzioni dei sistemi cardiovascolare, ematologico, immunologico, respiratorio 5. Funzioni dell'apparato digerente e dei sistemi metabolico ed endocrino 6. Funzioni riproduttive e genitourinarie 7. Funzioni neuro - muscolo - scheletriche correlate al movimento 8. Funzioni cutanee e delle strutture correlate | 1. Sistema nervoso 2. Visione e udito 3. Comunicazione verbale 4. Sistemi cardiovascolare e immunologico, apparato respiratorio 5. Apparato digerente e sistemi metabolico ed endocrino 6. Sistemi genitourinario e riproduttivo 7. Movimento 8. Cute e strutture correlate |
| Fattori ambientali | Attività e partecipazione |
| 1. Prodotti e tecnologia 2. Ambiente naturale e cambiamenti effettuati dall'uomo 3. Relazione e sostegno sociale 4. Atteggiamenti 5. Sistemi, servizi e politici | 1. Apprendimento ed applicazione delle conoscenze 2. Compiti e richieste generali 3. Comunicazione 4. Mobilità 5. Cura della propria persona 6. Vita domestica 7. Interazione e relazioni personali 8. Aree di vita principali 9. Vita sociale, civile e di comunità        |

La nuova classificazione è subentrata all'ICIDH il 21 maggio 2001 quale nuovo standard di classificazione dello stato di malattia e di salute.

### Differenze tra le due prospettive
L'ICIDH era coerente con una prospettiva organicistica, e il punto di partenza è sempre lo stato morboso (malattia congenita o sopravvenuta, incidente) in seguito al quale si origina una menomazione, intesa come perdita (o anomalia) funzionale, fisica o psichica, a carico dell'organismo. Tale menomazione può sfociare in disabilità, intesa come limitazione della persona nello svolgimento delle "normali" attività, mentre questa può portare all'handicap, ovvero allo svantaggio sociale che si manifesta nell'interazione con l'ambiente.
Quella dell'ICF è una prospettiva multidimensionale, che non si limita solo ai fattori organici, definiti come "funzioni" e "strutture corporee". In effetti l'intero schema dell'ICF è fondamentalmente una ripartizione in due macrocategorie, a loro volte ulteriormente suddivise:
- Parte 1: Funzionamento e disabilità, comprendente i fattori organici;
  1. Strutture corporee (organi e strutture anatomiche in genere)
  2. Funzioni corporee (le funzioni fisiologiche espletate da tali strutture)
- Parte 2: Fattori contestuali;
  1. Fattori ambientali (ovvero dell'ambiente fisico - sociale)
  2. Fattori personali, consistenti nella capacità d'interazione con l'ambiente fisico - sociale.

Ogni fattore interagisce con gli altri, ed i fattori ambientali e personali non sono meno importanti dei fattori organici. Lo schema generale è: funzioni e strutture corporee ↔ Attività ↔ Partecipazione.
In sostanza l'ICIDH valutava i fattori di disabilità iniziando dalla menomazione, mentre l'ICF valuta le abilità residue dell'individuo (tale ottica è evidente sin dal nome dello standard, ovvero "classificazione internazionale delle funzionalità"), sostituendo al concetto di "grado di disabilità" quello di "soglia funzionale".
Ciò che è fondamentalmente diverso è l'ambito di applicazione: mentre l'ICIDH è limitato al semplice ambito della disabilità, l'ICF descrive i vari gradi di funzionalità partendo dall'interazione dei suoi fattori e prevedendo anche diverse sottoclassi dello stesso parametro.
- Strutture corporee
  - Funzioni mentali
    - Funzioni mentali globali
      - Funzioni dell'orientamento
        - Orientamento alla persona
          - Orientamento a sé stessi

La disabilità stessa, quindi, viene vista in senso dinamico, in quanto non solo dipendente da stati patologici cronici, ma anche da fattori psichici e sociali, fattori necessariamente in costante evoluzione.

## Storia della disabilità
Nel sito archeologico di Windover, un sito archeologico medio arcaico ( 6000-5000 a.C. ) nella contea di Brevard vicino a Titusville, Florida, USA, venne trovato uno scheletro di un ragazzo di circa 15 anni, affetto da spina bifida. Si ipotizza che il ragazzo, probabilmente paralizzato sotto la vita, veniva curato in una comunità di cacciatori-raccoglitori.
Nell'antica Grecia furono introdotte disposizioni che consentivano alle persone con mobilità ridotta di accedere ai templi e ai santuari di guarigione. Nello specifico, nel 370 a.C., nel santuario di guarigione più importante dell'area più ampia, il Santuario di Asclepio a Epidauro, c'erano almeno 11 rampe di pietra permanenti che fornivano l'accesso ai visitatori con mobilità ridotta a nove diverse strutture; prova che le persone con disabilità erano riconosciute e assistite, almeno in parte, nell'antica Grecia.
Tuttavia la prospettiva contemporanea sul modo d'intendere la disabilità è il risultato di evoluzioni successive all'illuminismo ed all'instaurarsi delle democrazie rappresentative.
Storicamente, i pregiudizi sulle persone diversamente abili sono stati giustificati in più dottrine religiose.
(Levitico 21:17-20)
La dottrina indù del Samsara collega le differenze individuali alle azioni compiute in una vita passata. La sofferenza mentale e fisica «è pensata per essere parte dello sviluppo del karma ed è la conseguenza di azioni passate inadeguate (mentali, verbali o fisiche) che si sono verificate nella propria vita attuale o in una vita passata.».
Un corto drammatico storico sulla disabilità ai tempi del nazismo è Perdonaci i nostri peccati su Netflix. Girato da Ashley Eakin, persona con disabilità.

## La tutela giuridica internazionale

### La dichiarazione di Madrid
Promulgata nel 2002 in occasione dell'Anno Internazionale della Disabilità (2003), essa sposta l'asse di interesse da una visione eminentemente medico - scientifica ad una prettamente sociale. Diversi i punti trattati: dall'integrazione scolastica a quella lavorativa, dall'assistenza all'associazionismo dei disabili. Ciò sul quale si pone più volte l'accento è sul concetto di discriminazione come atteggiamento generale da combattere non solo con strumenti legislativi ma anche culturali.
Per questo uno dei concetti sviluppati è quello dell'autodeterminazione dei disabili, che si esplica anche attraverso la creazione di proprie associazioni (e qui il tema si intreccia con quello della Vita Indipendente). Chiaramente viene affrontata anche la questione delle donne disabili e della loro doppia discriminazione sociale.
Per ottenere ciò è necessaria una visione globale, dove diversi attori interagiscono per un unico scopo: quindi certamente si richiamano alle loro responsabilità organizzazioni politiche sia centrali che locali, ma anche sindacati, massmedia, imprese.

### La Convenzione ONU sui diritti delle persone con disabilità
Promulgata dall'ONU nel 2007, la convenzione si richiama esplicitamente a diversi principi della Dichiarazione Universale dei Diritti Umani: non discriminazione, eguaglianza, pari opportunità, rispetto dell'identità individuale. Si compone di 50 articoli, dei quali i primi 30 si incentrano sui diritti fondamentali (associazionismo, diritto di cura, diritto alla formazione personale, ecc.), mentre gli altri 20 riguardano le strategie operative atte a promuovere la cultura della disabilità.
La prima cosa che risulta evidente dalla Convenzione ONU per i diritti delle persone con disabilità è che manca una definizione chiara del concetto di disabilità, preferendo parlare, piuttosto, di persone con disabilità. Questo perché manca ancora, a livello internazionale, un'univoca e coerente definizione del concetto di "disabilità" (nonostante l'adozione dell'ICF), della quale pur si sente la necessità, in quanto basilare per qualsiasi strategia di ricerca e di pianificazione politica.
Concetto da ricordare
Tuttavia l'articolo 1 parla esplicitamente di persone con disabilità, definendole come "coloro che presentano una duratura e sostanziale alterazione fisica, psichica, intellettiva o sensoriale la cui interazione con varie barriere può costituire un impedimento alla loro piena ed effettiva partecipazione nella società, sulla base dell'uguaglianza con gli altri. Inoltre l'articolo definisce anche lo scopo stesso della Convenzione, che è quello di promuovere tutti i diritti delle persone con disabilità al fine di assicurare uno stato di uguaglianza.
Anche l'articolo 3 è fondamentale, perché indica i principi stessi entro i quali la Convenzione si muove, elencandoli esplicitamente:
1. il rispetto della persona nelle sue scelte di autodeterminazione;
2. la non discriminazione;
3. l'integrazione sociale;
4. l'accettazione delle condizioni di diversità della persona con disabilità;
5. rispetto delle pari opportunità e dell'uguaglianza tra uomini e donne;
6. l'accessibilità;
7. il rispetto dello sviluppo

## Le legislazioni nazionali

### Italia
La Cassazione ha stabilito l'obbligo del reimpiego (repêchage) in altri compiti sempreché sussistenti in azienda per il lavoratore divenuto inabile alle mansioni (Cassazione, Sezioni Unite, n. 7755/1998).
Oltre al datore di lavoro, spetta alla commissione sanitaria istituita presso l'Asl competente (prevista dalla legge 104) accertare l'aggravamento delle condizioni psico-fisiche di salute e se queste siano impeditive allo svolgimento delle mansioni assegnate, o al repechage, la possibile ricollocazione del lavoratore con disabilità in altri uffici, settori o mansioni dell'azienda. (Cass. sent. n. 8450 del 10 aprile 2014).

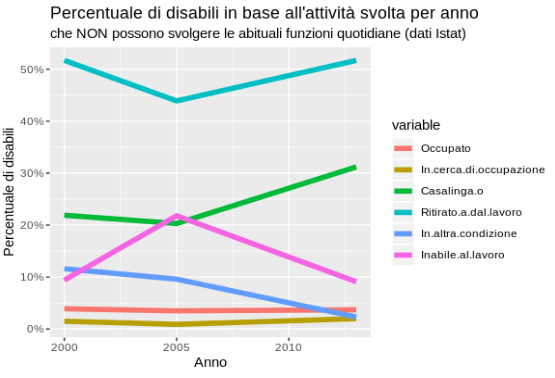
Le abituali funzioni quotidiane comprendono le attività di cura della persona (vestirsi, lavarsi, fare il bagno o la doccia, mangiare), le attività della mobilità e locomozione (camminare, salire e scendere le scale, chinarsi, coricarsi, etc) e le attività della comunicazione (sentire, vedere, parlare)

Sebbene l'Italia abbia recepito la Convenzione con legge ordinaria numero 18 nel 3 marzo 2009, già la legge legge 5 febbraio 1992, n. 104 aveva fornito una prima tutela alle persone con disabilità ed ai loro diritti.
Con la ratifica si è dato anche il via libera al progetto d'istituzione di un osservatorio sulla disabilità presieduto dal ministro del lavoro e composto da 40 membri e che coinvolge sia i molti osservatori diffusi a livello regionale, sia le associazioni di disabili, sia anche le rappresentanze sindacali. Dal 2019 è presieduto dal Ministro per la Famiglia e le Disabilità. 
Tale osservatorio dura in carica 3 anni (eventualmente prorogabili per un ulteriore triennio), ed oltre a promuovere la Convenzione, avrà anche il compito di promuovere la raccolta di dati statistici che illustrino le condizioni delle persone con disabilità, al fine sia di predisporre una relazione sullo stato di attuazione delle politiche sulla disabilità, sia di predisporre un programma biennale di promozione dei diritti e di integrazione sociale. L'obbligo del certificato di sana e robusta costituzione, e di idoneità fisica al lavoro, per l'ammissione a concorsi pubblici e l'accesso agli impieghi nella pubblica amministrazione italiana è stato abolito dalla legge 9 agosto 2013, n. 98, tranne però nel caso di svolgimento di mansioni specifiche.

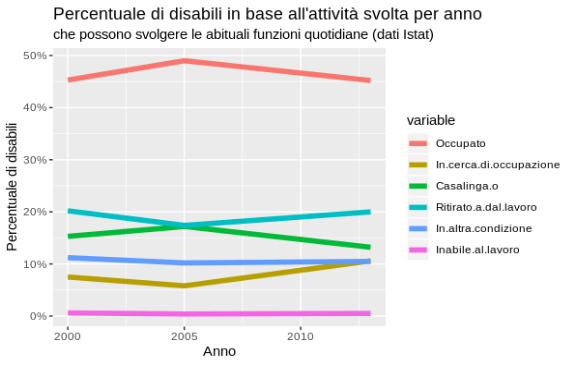

Resta invece obbligatorio per l'ammissione e frequenza di corsi di studio legalmente riconosciuti (allo stato attuale delle legislazione è tenuta a chiedere il certificato e, in assenza, può rifiutare l'iscrizione di una persona con disabilità senza obbligo di motivazione), al servizio civile, adozioni nazionali e internazionali, attività sportive non agonistiche per le quali non è richiesto il certificato di Stato di Buona Salute. Tuttavia oggi non sempre i disabili vengono sostenuti dallo Stato..
Nel 2007 l'Italia ha sottoscritto la Convenzione delle Nazioni Unite sui diritti delle persone con disabilità, ratificandola due anni dopo con l'approvazione della legge n. 18/2009. Nel 2013 e poi nel 2016 sono state pubblicate le prime due edizioni del piano di azione elaborato dall'Osservatorio Nazionale sulla condizione delle persone con disabilità.

Sempre nel 2013, l'allora ministro del lavoro Enrico Giovannini propose di introdurre, all'interno del proprio ministero, la figura del Disability Manager.
Va sottolineato che la mancanza di criteri di accessibilità nella progettazione urbana rappresenta un ostacolo significativo per l'inclusione sociale, soprattutto per le persone con disabilità. I recenti esempi evidenziano l'urgenza di adottare un approccio all'urbanistica più attento all'accessibilità per costruire città davvero inclusive.
È entrato in vigore dal 30 giugno 2024 il Decreto Legislativo 3 maggio 2024 n.62 (GU Serie Generale n.11 del 14/05/2024) che prevede la “Definizione della condizione di disabilità, della valutazione di base, di accomodamento ragionevole e della valutazione multidimensionale per l’elaborazione e attuazione del progetto di vita individuale personalizzato e partecipato”. Dal 1º gennaio 2025 verrà adottato sia il codice di classificazione internazionale delle malattie (ICD) che la classificazione internazionale del funzionamento, della disabilità e della salute (ICF). In questo modo si ottiene un quadro più completo della salute delle persone. La Legge 104 del 92 viene modificata dal nuovo Decreto. La parola handicap è sostituita da "condizione di disabilità",
Il Decreto Disabilità 2024, attuativo della Legge n. 227 del 2021, fornisce ulteriori dettagli e disposizioni per garantire attuazione degli obiettivi stabiliti dalla legge: completo riconoscimento dei loro diritti civili e sociali, inclusi il diritto a una vita autonoma e alla completa inclusione sociale e lavorativa, oltre all'accesso reale ai servizi, ai benefici e ad altre facilitazioni.
Fornisce la nuova definizione della condizione di disabilità (che comprende anche l’attuale definizione di invalidità), i criteri per valutazione di base, la valutazione multidimensionale per l’elaborazione e attuazione del progetto di vita individuale personalizzato e partecipato per le persone con disabilità.

#### Riferimenti normativi
- Capo II del  Regio Decreto 31 dicembre 1923, n. 3126. - Disposizione sull'obbligo dell'istruzione.
- Legge 30 marzo 1971, n. 118. - Conversione in legge del decreto-legge 30 gennaio 1971, n. 5, e nuove norme in favore dei mutilati ed invalidi civili.
- Artt. 2 e 7 della  Legge 4 agosto 1977, n. 517. - Norme sulla valutazione degli alunni e sull'abolizione degli esami di riparazione nonché altre norme di modifica dell'ordinamento scolastico.
- Legge 5 febbraio 1992, n. 104. - Legge-quadro per l'assistenza, l'integrazione sociale e i diritti delle persone handicappate.
- Decreto del Presidente della Repubblica 24 febbraio 1994. - Atto di indirizzo e coordinamento relativo ai compiti delle unità sanitarie locali in materia di alunni portatori di handicap
- Ministero dell'istruzione, dell'università e della ricerca, 4 agosto 2009 -  Linee guida sull'integrazione scolastica degli alunni con disabilità.
- Decreto Legislativo 3 maggio 2024 n.62 (GU Serie Generale n.111 del 14-05-2024) Definizione della condizione di disabilità, della valutazione di base, di accomodamento ragionevole, della valutazione multidimensionale per l'elaborazione e l'attuazione del progetto di vita individuale personalizzato e partecipato.

## Critiche al concetto di disabilità
(Carlo Giacobini, Orgoglio e pregiudizio, tratto da Mobilità, anno 4, n. 20)
A tal proposito William Thomas propone il modello della disabilità definito: "impairment effects" (conseguenze della menomazione), affermando che la disabilità non ha nulla a che fare con la menomazione fisica o mentale, giacché la disabilità è socialmente costruita, ma la disabilità deve tenere in considerazione le conseguenze che derivano dalla menomazione fisica o mentale poiché anche alcuni aspetti della menomazione sono comunque disabilitanti per la vita delle persone (Thomas 1999) tanto quanto quelli sociali.
Ulteriori critiche al modello sociale della disabilità sono state mosse anche da Shakespeare e Watson, secondo i quali il modello sociale non riesce a definire il fenomeno della disabilità nella sua complessività.
Dunque da ciò si evince come tale modello sia caratterizzato da forti limiti, come quello di centrarsi su aspetti <sociali> che portano al non fornire risposte concrete e utili per la vita delle persone con disabilità.

### Possibile sintesi
«L'espressione "diversamente abile" pone l'enfasi sulla differenza qualitativa nell'uso delle abilità. Esso viene utilizzato per specificare che attraverso modalità diverse si raggiungono gli stessi obiettivi. Vi sono delle situazioni di disabilità in cui questo uso può essere adeguato. Ad esempio allievi non vedenti o ipovedenti possono raggiungere lo stesso adeguati risultati scolastici e sociali utilizzando le risorse visive residue (potenziate con adeguati strumenti) o abilità compensative (ad esempio quelle verbali). Vi sono altre situazioni, come quelle riguardanti due terzi di tutti gli allievi certificati e cioè quelli con ritardo mentale, in cui l'uso della terminologia diversamente abile può risultare fuorviante. Consideriamo il caso di un tipico allievo con sindrome di Down. Dal punto di vista della qualità della vita forse si può anche dire che utilizzando le proprie capacità (o abilità) egli può comunque raggiungere obiettivi paragonabili a quelli di tutte le altre persone. In altre parole può raggiungere un benessere che non può essere considerato inferiore. Se questo è il riferimento, l'espressione "diversamente abile" potrebbe anche essere utilizzata. Se il riferimento diventa invece quello delle prestazioni scolastiche, sociali e di autonomia, l'espressione "diversamente abile" può risultare ingannevole, in quanto "nasconde" il fatto che tali prestazioni sono inferiori rispetto a quelle tipiche della normalità.»
Per quanto concerne l'evoluzione terminologica del concetto di disabilità, siamo passati, nel corso degli anni, da termini come “subnormale”, “non vedente”, “cerebroleso”, “invalido”, dove si rimarcava solo ed esclusivamente il deficit della persona con disabilità al termine “handicappato” nella Legge n.104 dove, invece, è chiara l’idea di svantaggio. Canevaro propone una distinzione tra il termine “deficit” (un dato oggettivo, una mancanza certificata) e il termine “handicap” (che è lo svantaggio che il deficit procura alla persona, la difficoltà che incontra interagendo con gli ostacoli che l’handicap incontra nell’ambiente stesso). Afferma, quindi, che il termine “handicappato” evidenzia l’handicap, mentre il termine “disabile” sottolinea il deficit, in quanto rimanda all’idea di una mancanza, di un qualcosa “in meno” rispetto agli altri, senza una qualche abilità, riducendo la persona al suo deficit. Con “diversamente abile” si accentua la positività delle abilità seppur diverse da quelle comuni. Risulta ingannevole in quanto nasconde il deficit. Claudio Imprudente propone la definizione di “diversabile” per spostare l’accento dalle non abilità alle abilità diverse, in quanto ognuno di noi lo è. Ma ha trovato poca diffusione. Arriviamo a “persona con disabilità” che, oggi, è diventata standard. Pone l’attenzione sulla persona, che viene messa al primo posto. La sua condizione viene dopo. Salvaguarda, quindi, la dignità umana ma non nega la presenza del disagio, limitandolo, tuttavia, ad essere una caratteristica della persona e non a soffocarne l’intera identità.
In realtà le critiche supposte (circa il modello sociale della disabilità) non tengono in considerazione il fatto che il modello sociale della disabilità non è una teoria in senso tradizionale ma un tipo di modello o approccio, ovvero un modo che spiega i fenomeni che ci circondano, inclusa la disabilità.
Di conseguenza c'è necessità di distinguere la differenza che vi è tra teoria e modello; queste due differenze sono molto sottili ma sempre disuguali.
La teoria è intesa come qualcosa che si basa su principi generalizzabili e potenzialmente in grado di prevedere fenomeni, mentre un modello offre una rappresentazione della realtà e dunque di una sua possibile lettura, che può subire dei cambiamenti in base al contesto.
Soltanto in questo modo il modello sociale della disabilità può diventare un utile strumento per comprendere la disabilità nelle sue diverse componenti e contesti.